# 2017-es konföderációs kupa
A 2017-es konföderációs kupa házigazdája a 2018-as labdarúgó-világbajnokság rendezőjének megválasztott Oroszország volt. A tornát 2017 júniusában rendezték, melyet Németország nyert, története során első alkalommal.

## Helyszínek
A mérkőzéseket négy helyszínen játszották.
| Szentpétervár                 | Moszkva                       | Kazany           | Szocsi                |
| ----------------------------- | ----------------------------- | ---------------- | --------------------- |
| Kresztovszkij Stadion         | Otkrityije Aréna              | Kazany Aréna     | Fist Olimpiai Stadion |
| Férőhely: 69 501 (új stadion) | Férőhely: 45 000 (új stadion) | Férőhely: 45 015 | Férőhely: 47 659      |
|                               |                               |                  |                       |

## Részt vevő csapatok
A tornán nyolc ország válogatottja vett részt, a rendező Oroszország mellett a 2014-es világbajnokság, valamint a 2015-ben és 2016-ban megrendezett hat kontinenstorna győztese.
A "Részvételek száma" oszlop már tartalmazza ezt a konföderációs kupát is.
| Csapat      | Konföderáció | Kvalifikáció                                   | Kvalifikáció időpontja | Részvételek száma |
| ----------- | ------------ | ---------------------------------------------- | ---------------------- | ----------------- |
| Oroszország | UEFA         | A 2018-as labdarúgó-világbajnokság házigazdája | 2010. december 2.      | 1                 |
| Németország | UEFA         | A 2014-es labdarúgó-világbajnokság győztese    | 2014. július 13.       | 3                 |
| Ausztrália  | AFC          | A 2015-ös Ázsia-kupa győztese                  | 2015. január 31.       | 4                 |
| Chile       | CONMEBOL     | A 2015-ös Copa América győztese                | 2015. július 4.        | 1                 |
| Mexikó      | CONCACAF     | A 2015-ös CONCACAF-aranykupa győztese          | 2015. október 10.      | 7                 |
| Új-Zéland   | OFC          | A 2016-os OFC-nemzetek kupájának győztese      | 2016. június 11.       | 4                 |
| Portugália  | UEFA         | A 2016-os labdarúgó-Európa-bajnokság győztese  | 2016. július 10.       | 1                 |
| Kamerun     | CAF          | A 2017-es afrikai nemzetek kupájának győztese  | 2017. február 5.       | 2                 |

## Sorsolás
A csoportok sorsolását 2016. november 26-án, moszkvai idő szerint (UTC+3) 18 órától tartották Kazánban.
A nyolc csapatot két kalapba osztották. Az 1. kalapba a rendező Oroszország, és a 2016 novemberi FIFA-világranglista szerinti három legjobb csapat került: Németország, Chile és Portugália. A 2. kalapba került a maradék négy csapat: Mexikó, Ausztrália, Új-Zéland és a 2017-es afrikai nemzetek kupája győztese, melynek kiléte nem volt ismert a sorsoláskor (a kilét ismeretétől függetlenül a legjobb négy csapat közé nem került volna be).
A nyolc csapatot két darab négyes csoportba sorsolták, mindkét csoportba két csapat az 1. kalapból és két csapat a 2. kalapból. A csoportban elfoglalt sorszámot külön sorsolták. A rendező Oroszország automatikusan az A1 pozíciót kapta. Miután három európai csapat vesz részt, ezért egy csoportba két európai csapat került (Oroszország és Portugália).
| 1. kalap                                                                  | 2. kalap                                                             |
| ------------------------------------------------------------------------- | -------------------------------------------------------------------- |
| - Oroszország (R) (55.) - Németország (3.) - Chile (4.) - Portugália (8.) | - Mexikó (18.) - Ausztrália (48.) - Új-Zéland (110.) - Kamerun (62.) |

## Játékvezetők
A FIFA 2017. április 27-én tette közzé a meghívott játékvezetők listáját. Először a sorozat történetében már videóasszisztensek is voltak. A játékvezetők hivatalos listája:
| Konföderáció | Játékvezető      | Asszisztens                          | Tartalék játékvezető | Videóasszisztens                                |
| ------------ | ---------------- | ------------------------------------ | -------------------- | ----------------------------------------------- |
| AFC          | Fahad Al-Mirdasi | Abdulah Alshalway Mohamed Al-Abakri  | -                    | Ravshan Ermatov                                 |
| AFC          | Alirezá Fagáni   | Reza Sokhandán Mohammadreza Mansouri | -                    | Ravshan Ermatov                                 |
| CAF          | Bakary Bassama   | Jean-Claude Birunmushahu Marwa Range | -                    | Malang Diedhiou                                 |
| CONCACAF     | Mark Geiger      | Joe Fletcher Charles Justin Morgante | -                    | Jair Marrufo                                    |
| CONMEBOL     | Néstor Pitana    | Henán Maidana Juan-Pablo Belatti     | -                    | Enrique Cáceres Sandro Ricci                    |
| CONMEBOL     | Wilmar Roldán    | Alexander Guzman Cristian De La Cruz | -                    | Enrique Cáceres Sandro Ricci                    |
| OFC          | -                | -                                    | Abdelkader Zitouni   | -                                               |
| UEFA         | Milorad Mažić    | Milovan Ristić Dalibor Đurđević      | -                    | Ovidiu Hațegan Artur Soarez Dias Clément Turpin |
| UEFA         | Gianluca Rocchi  | Elenito Di Liberatore Mauro Tonolini | -                    | Ovidiu Hațegan Artur Soarez Dias Clément Turpin |
| UEFA         | Damir Skomina    | Jure Praprotnik Robert Vukan         | -                    | Ovidiu Hațegan Artur Soarez Dias Clément Turpin |

## Csoportkör
A sorrend meghatározása
A csoportokban a csapatok sorrendjét a következő pontok alapján kell megállapítani:
1. több szerzett pont az összes mérkőzésen;
2. jobb gólkülönbség az összes mérkőzésen;
3. több szerzett gól az összes mérkőzésen.

Ha két vagy több csapat az első három pont alapján is azonos eredménnyel áll, akkor a következők szerint kell meghatározni a sorrendet:
1. több szerzett pont az azonosan álló csapatok között lejátszott mérkőzéseken;
2. jobb gólkülönbség az azonosan álló csapatok között lejátszott mérkőzéseken;
3. több lőtt gól az azonosan álló csapatok között lejátszott mérkőzéseken;
4. fair play pontszám:
  - egy sárga lap: mínusz 1 pont;
  - piros lap (második sárga lap után): mínusz 3 pont;
  - közvetlen piros lap: mínusz 4 pont;
  - egy sárga lap és közvetlen piros lap: mínusz 5 pont;
5. sorsolás.

### A csoport
| Hely. | Csapat          | M | Gy | D | V | G+ | G– | Gk | P | Továbbjutás                             |
| ----- | --------------- | - | -- | - | - | -- | -- | -- | - | --------------------------------------- |
| 1.    | Portugália      | 3 | 2  | 1 | 0 | 7  | 2  | +5 | 7 | Továbbjut az egyenes kieséses szakaszba |
| 2.    | Mexikó          | 3 | 2  | 1 | 0 | 6  | 4  | +2 | 7 | Továbbjut az egyenes kieséses szakaszba |
| 3.    | Oroszország (R) | 3 | 1  | 0 | 2 | 3  | 3  | 0  | 3 |                                         |
| 4.    | Új-Zéland       | 3 | 0  | 0 | 3 | 1  | 8  | −7 | 0 |                                         |

| 2017. június 17. 18:00 (17:00) |

| Oroszország            | 2–0               | Új-Zéland |
| ---------------------- | ----------------- | --------- |
| Boxall 31' Szmolov 69' | (1–0) Jegyzőkönyv |           |

| Kresztovszkij Stadion, Szentpétervár Nézőszám: 50 251 Játékvezető: Wilmar Roldán (kolumbiai) |

| 2017. június 18. 18:00 (17:00) |

| Portugália              | 2–2               | Mexikó                      |
| ----------------------- | ----------------- | --------------------------- |
| Quaresma 34' Cedric 86' | (1–1) Jegyzőkönyv | Chicharito 42' Moreno 90+1' |

| Kazany Aréna, Kazany Nézőszám: 34 372 Játékvezető: Néstor Pitana (argentin) |

| 2017. június 21. 18:00 (17:00) |

| Oroszország | 0–1               | Portugália |
| ----------- | ----------------- | ---------- |
|             | (0–1) Jegyzőkönyv | Ronaldo 8' |

| Otkrityije Aréna, Moszkva Nézőszám: 42 759 Játékvezető: Gianluca Rocchi (olasz) |

| 2017. június 21. 21:00 (20:00) |

| Mexikó                  | 2–1               | Új-Zéland |
| ----------------------- | ----------------- | --------- |
| Jiménez 54' Peralta 72' | (0–1) Jegyzőkönyv | Wood 42'  |

| Fist Olimpiai Stadion, Szocsi Nézőszám: 25 133 Játékvezető: Bakary Gassama (gambiai) |

| 2017. június 24. 18:00 (17:00) |

| Mexikó                | 2–1               | Oroszország  |
| --------------------- | ----------------- | ------------ |
| Araujo 30' Lozano 52' | (1–1) Jegyzőkönyv | Szamedov 25' |

| Kazany Aréna, Kazany Nézőszám: 41 585 Játékvezető: Fahad Al-Mirdasi (szaúd-arábiai) |

| 2017. június 24. 18:00 (17:00) |

| Új-Zéland | 0–4               | Portugália                                                           |
| --------- | ----------------- | -------------------------------------------------------------------- |
|           | (0–2) Jegyzőkönyv | Ronaldo 33' (11-esből) Bernardo Silva 37' André Silva 80' Nani 90+1' |

| Kresztovszkij Stadion, Szentpétervár Nézőszám: 56 290 Játékvezető: Mark Geiger (amerikai) |

### B csoport
| Hely. | Csapat      | M | Gy | D | V | G+ | G– | Gk | P | Továbbjutás                             |
| ----- | ----------- | - | -- | - | - | -- | -- | -- | - | --------------------------------------- |
| 1.    | Németország | 3 | 2  | 1 | 0 | 7  | 4  | +3 | 7 | Továbbjut az egyenes kieséses szakaszba |
| 2.    | Chile       | 3 | 1  | 2 | 0 | 4  | 2  | +2 | 5 | Továbbjut az egyenes kieséses szakaszba |
| 3.    | Ausztrália  | 3 | 0  | 2 | 1 | 4  | 5  | −1 | 2 |                                         |
| 4.    | Kamerun     | 3 | 0  | 1 | 2 | 2  | 6  | −4 | 1 |                                         |

| 2017. június 18. 21:00 (20:00) |

| Kamerun | 0–2               | Chile                  |
| ------- | ----------------- | ---------------------- |
|         | (0-0) Jegyzőkönyv | Vidal 81' Vargas 90+1' |

| Otkrityije Aréna, Moszkva Nézőszám: 33 492 Játékvezető: Damir Skomina (szlovén) |

| 2017. június 19. 18:00 (17:00) |

| Ausztrália          | 2–3               | Németország                                   |
| ------------------- | ----------------- | --------------------------------------------- |
| Rogic 41' Jurić 56' | (1–2) Jegyzőkönyv | Stindl 5' Draxler 44' (11-esből) Goretzka 48' |

| Fist Olimpiai Stadion, Szocsi Nézőszám: 28 605 Játékvezető: Mark Geiger (amerikai) |

| 2017. június 22. 18:00 (17:00) |

| Kamerun        | 1–1               | Ausztrália              |
| -------------- | ----------------- | ----------------------- |
| Anguissa 45+1' | (1–0) Jegyzőkönyv | Milligan 60' (11-esből) |

| Kresztovszkij Stadion, Szentpétervár Nézőszám: 35 021 Játékvezető: Milorad Mažić (szerb) |

| 2017. június 22. 21:00 (20:00) |

| Németország | 1–1               | Chile      |
| ----------- | ----------------- | ---------- |
| Stindl 41'  | (1–1) Jegyzőkönyv | Sánchez 6' |

| Kazany Aréna, Kazany Nézőszám: 38 222 Játékvezető: Alirezá Fagáni (iráni) |

| 2017. június 25. 18:00 (17:00) |

| Németország                 | 3–1               | Kamerun       |
| --------------------------- | ----------------- | ------------- |
| Demirbay 48' Werner 66' 81' | (0–0) Jegyzőkönyv | Aboubakar 78' |

| Fist Olimpiai Stadion, Szocsi Nézőszám: 30 230 Játékvezető: Wilmar Roldán (kolumbiai) |

| 2017. június 25. 18:00 (17:00) |

| Chile         | 1–1               | Ausztrália |
| ------------- | ----------------- | ---------- |
| Rodríguez 67' | (0–1) Jegyzőkönyv | Troisi 42' |

| Otkrityije Aréna, Moszkva Nézőszám: 33 639 Játékvezető: Gianluca Rocchi (olasz) |

## Egyenes kieséses szakasz
|  |                     |             |             |                           |   |       |       |       |
|  | Elődöntők           | Elődöntők   | Elődöntők   |                           |   | Döntő | Döntő | Döntő |
|  | Elődöntők           | Elődöntők   | Elődöntők   |                           |   | Döntő | Döntő | Döntő |
|  | június 28. – Kazany |             |             |                           |   |       |       |       |
|  |                     |             |             |                           |   |       |       |       |
|  | A1                  | Portugália  | 0 (0)       |                           |   |       |       |       |
|  | A1                  | Portugália  | 0 (0)       | július 2. – Szentpétervár |   |       |       |       |
|  | B2                  | Chile       | 0 (3)       |                           |   |       |       |       |
|  | B2                  | Chile       | 0 (3)       |                           |   | Chile | Chile | 0     |
|  | június 29. – Szocsi |             |             |                           |   | Chile | Chile | 0     |
|  |                     |             | Németország | Németország               | 1 |       |       |       |
|  | B1                  | Németország | Németország | Németország               | 1 | 4     |       |       |
|  | B1                  | Németország |             |                           |   |       |       |       |
|  | A2                  | Mexikó      | 1           |                           |   |       |       |       |
|  | A2                  | Mexikó      | 1           | Bronzmérkőzés             |   |       |       |       |
|  |                     |             |             |                           |   |       |       |       |
|  | július 2. – Moszkva |             |             |                           |   |       |       |       |
|  |                     |             |             |                           |   |       |       |       |
|  | Portugália          | Portugália  | 2           |                           |   |       |       |       |
|  | Portugália          | Portugália  | 2           |                           |   |       |       |       |
|  | Mexikó              | Mexikó      | 1           |                           |   |       |       |       |
|  | Mexikó              | Mexikó      | 1           |                           |   |       |       |       |

### Elődöntők
| 2017. június 28. 21:00 (20:00) |

| Portugália             | 0–0 (h. u.) | Chile                  |
| ---------------------- | ----------- | ---------------------- |
|                        | Jegyzőkönyv |                        |
| Büntetőpárbaj          |             |                        |
| Quaresma Moutinho Nani | 0–3         | Vidal Aránguiz Sánchez |

| Kazany Aréna, Kazany Nézőszám: 40 855 Játékvezető: Alirezá Fagáni (iráni) |

| 2017. június 29. 21:00 (20:00) |

| Németország                            | 4–1               | Mexikó     |
| -------------------------------------- | ----------------- | ---------- |
| Goretzka 6' 8' Werner 59' Younes 90+1' | (2–0) Jegyzőkönyv | Fabián 89' |

| Fist Olimpiai Stadion, Szocsi Nézőszám: 37 923 Játékvezető: Néstor Pitana (argentin) |

### Bronzmérkőzés
| 2017. július 2. 15:00 (14:00) |

| Portugália                              | 2–1 (h. u.)                 | Mexikó   |
| --------------------------------------- | --------------------------- | -------- |
| Pepe 90+1' Adrien Silva 105' (11-esből) | (0–0, 1–1, 2–1) Jegyzőkönyv | Neto 54' |

| Otkrityije Aréna, Moszkva Nézőszám: 42 659 Játékvezető: Fahad Al-Mirdasi (szaúd-arábiai) |

### Döntő
| 2017. július 2. 21:00 (20:00) |

| Chile | 0–1               | Németország |
| ----- | ----------------- | ----------- |
|       | (0–1) Jegyzőkönyv | Stindl 20'  |

| Kresztovszkij Stadion, Szentpétervár Nézőszám: 57 268 Játékvezető: Milorad Mažić (szerb) |

| 2017-es konföderációs kupa bajnoka: |
| ----------------------------------- |
| NÉMETORSZÁG 1. cím                  |

## Gólszerzők
3 gólos
- Lars Stindl
- Timo Werner
- Leon Goretzka

2 gólos
- Cristiano Ronaldo

1 gólos
- Tomi Jurić
- Mark Milligan
- Tom Rogic
- James Troisi
- Alexis Sánchez
- Eduardo Vargas
- Arturo Vidal
- Martín Rodríguez
- André Zambo Anguissa
- Vincent Aboubakar
- Marco Fabián
- Javier Hernández Balcázar
- Héctor Moreno Herrera
- Raúl Jiménez
- Oribe Peralta
- Néstor Araujo
- Hirving Lozano
- Amin Younes
- Julian Draxler
- Kerem Demirbay
- Fjodor Szmolov
- Alekszandr Szamedov
- Adrien Silva
- Pepe
- Ricardo Quaresma
- Cédric Soares
- Bernardo Silva
- André Silva
- Nani
- Chris Wood

1 öngólos
- Michael Boxall (Oroszország ellen)
- Luís Neto (Mexikó ellen)

## Díjak
A döntő után díjazták a torna legjobbjait.
| Aranylabda         | Ezüstlabda        | Bronzlabda        |
| ------------------ | ----------------- | ----------------- |
| Julian Draxler     | Alexis Sánchez    | Leon Goretzka     |
| Aranycipő          | Ezüstcipő         | Bronzcipő         |
| Timo Werner        | Leon Goretzka     | Lars Stindl       |
| 3 gól, 2 gólpassz  | 3 gól, 0 gólpassz | 3 gól, 0 gólpassz |
| Aranykesztyű       |                   |                   |
| Claudio Bravo      |                   |                   |
| FIFA Fair Play díj |                   |                   |
| Németország        |                   |                   |